# Гальфер
Гальфер (нім. Halver) — місто в Німеччині, знаходиться в землі Північний Рейн-Вестфалія. Підпорядковується адміністративному округу Арнсберг. Входить до складу району Меркіш.
Площа — 77,37 км2. Населення становить 16 108 ос. (станом на 31 грудня 2020).